# Charles FitzRoy-Scudamore

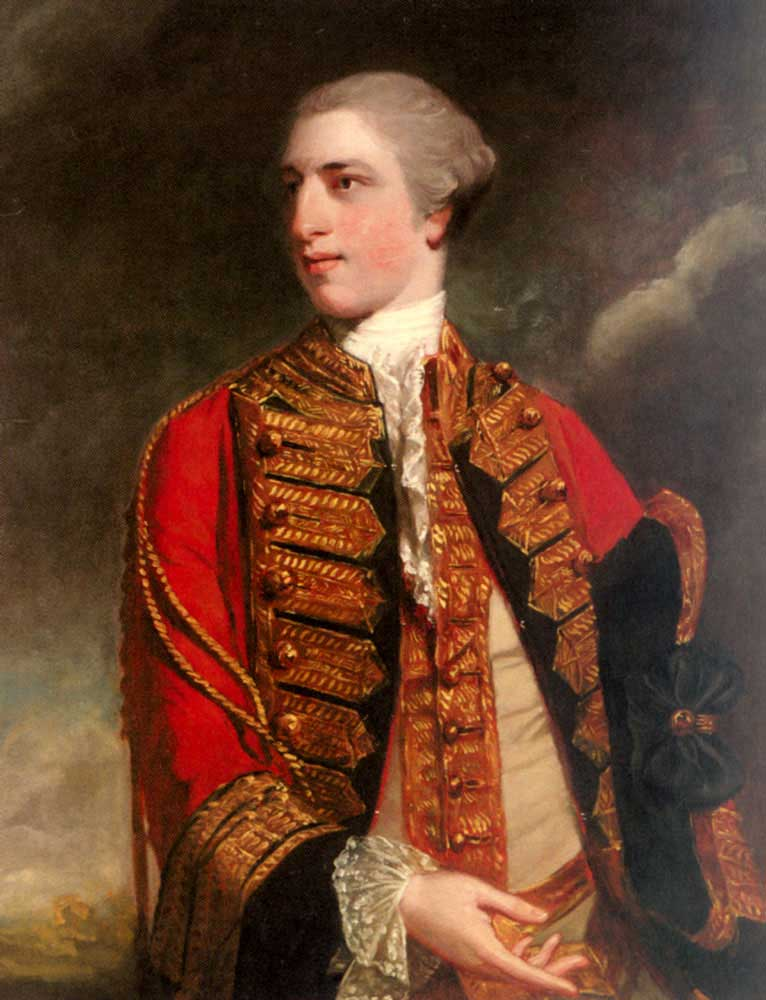
Charles FitzRoy-Scudamore

Charles FitzRoy-Scudamore (ok. 1707 - 22 sierpnia 1782) – brytyjski polityk, nieślubny syn Charlesa FitzRoya, 2. księcia Grafton. Został ochrzczony pod imieniem Charles FitzRoy.
W 1744 r. poślubił Frances Scudamore (14 sierpnia 1711 - 16 lutego 1750), córkę Jamesa Scudamore’a, 2. wicehrabiego Scudamore i Frances Digby, córki 4. barona Digby. FitzRoy po ślubie zmienił nazwisko na FitzRoy-Scudamore. Charles i Frances mieli razem jedną córkę:
- Frances Scudamore (10 lutego 1750 - 22 października 1820), żona Charlesa Howarda, 11. księcia Norfolk, nie miała dzieci

W 1733 r. wygrał wybory do Izby Gmin w okręgu Thetford. W Parlamencie zasiadał nieprzerwanie 49 lat, aż do swojej śmierci. Reprezentował kolejno okręgi Thetford (do 1754), Hereford (do 1768), Heytesbury (do 1774) i ponownie Thetford. W 1781 r., jako najdłużej zasiadający w Parlamencie deputowany, FitzRoy-Scudamore otrzymał tytuł ojca Izby.